# Fifty Shades of Grey
Fifty Shades of Grey (Brasil: Cinquenta Tons de Cinza / Portugal: As Cinquenta Sombras de Grey) é um romance erótico bestseller da autora inglesa Erika Leonard James publicado em 2011.
O primeiro livro de uma trilogia que está sendo tratado como o "pornô das mamães" vendeu mais de dez milhões de livros nas seis primeiras semanas. O título faz referência a um trocadilho com o nome do mestre da dominação descrito no livro, "Christian", de sobrenome "Grey" (traduzido do inglês, "cinza").
Os segundo e terceiro volumes da trilogia são intitulados Fifty Shades Darker e Fifty Shades Freed. Fifty Shades of Grey faz parte da trilogia que soma mais de quarenta milhões de cópias vendidas em trinta e sete países, ultrapassando Harry Potter e O Código Da Vinci no Reino Unido. Entretanto, o site oficial no Brasil, ao anunciar o número de trinta milhões de cópias em dez semanas para Cinquenta Tons de Cinza, não especifica se o número se refere ao primeiro livro ou à trilogia. Foi publicado em quarenta e sete países, com propostas de lançamento no Brasil em agosto, setembro e novembro para cada livro da trilogia. No Brasil, a trilogia foi publicada pela Editora Intrínseca.

## Enredo
Brasil: Cinquenta Tons de Cinza / Portugal: As Cinquenta Sombras de Grey retrata Anastasia Steele, uma virgem de 21 anos cursando a Faculdade de Literatura que, após entrevistar Christian Grey para o jornal da faculdade, passa a ter um relacionamento com o magnata. A trama desenrola-se em Seattle. Em meio ao luxo, Anastasia descobre, por meio de Christian Grey, o mundo do sadomasoquismo, com ricos detalhes de bondage, sadismo e masoquismo.
Publicado de maneira independente, logo se mostra um grande sucesso, ganhando grande disputa pelas editoras. 
Ana é atrapalhada por natureza, desastrada e uma pessoa comum aos próprios olhos. Teve uma vida quase nula no quesito relacionamentos. Ana tem uma grande amiga, Kate que está se formando em jornalismo, e no dia de uma grande entrevista, adoece. Ana, apesar de relutante, decide ir em seu lugar para ajudá-la. Após a entrevista, Ana se envolve com o empresário Christian Grey, mas ao se aprofundar nesse relacionamento, ao invés de receber ”corações e flores” como queria, ela recebe uma ”proposta” que vai mudar toda sua vida.
A trilogia é composta por:
1. – Brasil: Cinquenta Tons de Cinza / Portugal: As Cinquenta Sombras de Grey (2011)
2. – Brasil: Cinquenta Tons mais Escuros / Portugal: As Cinquenta Sombras mais Negras (2012)
3. – Brasil: Cinquenta Tons de Liberdade / Portugal: As Cinquenta Sombras - Livre (2012)

O livro Brasil: Cinquenta Tons de Cinza / Portugal: As Cinquenta Sombras de Grey se tornou o romance britânico mais vendido de todos os tempos com 5,3 milhões de cópias vendidas no Reino Unido e quase 20 milhões no mundo todo.
Em 2012, a autora E. L. James foi considerada pela revista Time umas das 100 pessoas mais influentes do mundo.

## Filme
Fifty Shades of Grey foi adaptado para o cinema em 2015, com Dakota Johnson como Anastasia Steele e Jamie Dornan como Christian Grey. A adaptação foi dirigida por Sam Taylor-Johnson e escrita por Kelly Marcel. O filme foi lançado dia 13 de fevereiro e foi um imediato sucesso de bilheteria, arrecadou $241 milhões globalmente em seu primeiro final de semana e saiu de cartaz dos cinemas com mais de $569 milhões arrecadados. Apesar do sucesso, recebeu críticas em sua maioria negativas.
Os dois outros filmes chegaram aos cinemas em 2017 e 2018, dirigidos por James Foley e adaptados pelo marido de E. L. James, Niall Leonard.

## Prêmios
- 2012: National Book of the Year, Reino Unido[7]

## Controvérsias
Fifty Shades of Grey é uma obra mal-aceita na comunidade BDSM por tratar o assunto de dominação e submissão com imprecisão. Eles afirmam que o relacionamento tratado na obra é abusivo e não condiz com a realidade de um relacionamento BDSM na vida real, que deve ser sempre centrado em confiança e respeito. O relacionamento de Christian e Ana não segue os princípios éticos básicos do BDSM conhecidos como são, seguro e consensual.
Praticantes de BDSM enfatizam que há maneiras saudáveis e éticas de combinar consensualmente sexo e dor. Todos eles exigem autoconhecimento, comunicação e maturidade emocional para tornar o sexo seguro e mutuamente gratificante para todos os envolvidos. Porém, Fifty Shades of Grey foge desse contexto. Às vezes, Ana diz sim ao sexo com o qual se sente desconfortável por ter vergonha de dizer o que pensa ou por ter medo de perder Christian; ela dá consentimento quando ele quer infligir dor, mas isso não impede que ela seja prejudicada.
Outro ponto bastante criticado é a personalidade de Christian. Os especialistas em BDSM caracterizam ele como frio, controlador e manipulador, que é o inverso do que uma pessoa dominante deve ser num relacionamento de dominação e submissão.